# I'm Gonna Sit Right Down and Cry (Over You)
I'm Gonna Sit Right Down and Cry (Over You) è una canzone composta nel 1953 da Joe Thomas ed Howard Biggs ed originariamente interpretata da Roy Hamilton. È conosciuta grazie ad Elvis Presley, che la incise sul 45 giri I'm Gonna Sit Right Down and Cry (Over You)/I'll Never Let You Go (Little Darlin'), e i Beatles: ambedue registrarono il pezzo per la BBC.

## Le covers della canzone

### I Beatles
Mentre la versione di Elvis era rockabilly e country, la loro è più incentrata sul rock and roll. In particolar modo, spicca la parte di batteria suonata da Ringo Starr: il drummer odiava gli assoli dello strumento, ma caratterizza il pezzo con fill virtuosi.
Sono state pubblicate due versioni di I'm Gonna Sit Right Down and Cry:
- Sull'album Live! at the Star-Club in Hamburg, Germany; 1962 del 1977; questa versione venne registrata a fine dicembre 1962 nello Star Club di Amburgo: infatti, a volte il brano veniva incluso nelle scalette dei primi anni della band.
- Sull'album Live at the BBC del 1994; questa versione venne registrata il 16 giugno 1963 ai BBC Paris Studio di Londra per l'ottava edizione del programma della BBC Pop Go the Beatles, e venne trasmessa il 6 agosto dello stesso anno[1].

#### Formazione
- John Lennon: voce, chitarra ritmica
- Paul McCartney: voce, basso elettrico
- George Harrison: chitarra solista
- Ringo Starr: batteria[1]

### Altre versioni
- The Merseybeats - marzo 1964
- Glen Glenn - 1989
- Ricky Norton and The Hot Rocks - 2002
- The Taildraggers - 2003
- Chris Isaak - 18 ottobre 2011[2]